# Ла-Тюїль
Ла-Тюїль (фр. La Thuile) — муніципалітет в Італії, у регіоні Валле-д'Аоста.
Ла-Тюїль розташована на відстані близько 620 км на північний захід від Рима, 30 км на захід від Аости.
Населення — 785 осіб (2014).
Щорічний фестиваль відбувається 9 травня. Покровитель — Святий Миколай.

## Клімат
Містечко знаходиться у зоні, котра характеризується континентальним субарктичним кліматом. Найтепліший місяць — липень із середньою температурою 5.6 °C (42 °F). Найхолодніший місяць — січень, із середньою температурою -8.3 °С (17 °F).
| Клімат Ла-Тюїлі         | Клімат Ла-Тюїлі | Клімат Ла-Тюїлі | Клімат Ла-Тюїлі | Клімат Ла-Тюїлі | Клімат Ла-Тюїлі | Клімат Ла-Тюїлі | Клімат Ла-Тюїлі | Клімат Ла-Тюїлі | Клімат Ла-Тюїлі | Клімат Ла-Тюїлі | Клімат Ла-Тюїлі | Клімат Ла-Тюїлі | Клімат Ла-Тюїлі |
| Показник                | Січ.            | Лют.            | Бер.            | Квіт.           | Трав.           | Черв.           | Лип.            | Серп.           | Вер.            | Жовт.           | Лист.           | Груд.           | Рік             |
| Середня температура, °C | −8              | −8              | −6              | −3              | 0               | 4               | 6               | 6               | 4               | 0               | −4              | −7              | −1              |
| Норма опадів, мм        | 9               | 4               | 15              | 21              | 23              | 17              | 19              | 22              | 27              | 32              | 19              | 12              | 221             |
| ----------------------- | --------------- | --------------- | --------------- | --------------- | --------------- | --------------- | --------------- | --------------- | --------------- | --------------- | --------------- | --------------- | --------------- |
| Джерело: Weatherbase    |                 |                 |                 |                 |                 |                 |                 |                 |                 |                 |                 |                 |                 |

## Демографія
Населення за роками:

Станом на 1 січня 2023 року в муніципалітеті офіційно проживало 37 іноземців з 11 країн, серед них 27 громадян країн Євросоюзу.

## Сусідні муніципалітети
- Арв'є
- Авіз
- Бур-Сен-Морис
- Курмайор
- Ла-Саль
- Монвалезан
- Морже
- Пре-Сен-Дідьє
- Сент-Фуа-Тарантез
- Сее
- Вальгризанш